# HD 210271
HD 210271，又名CD-3415430，SAO 213599、HR 8444，是一颗恒星，视星等为5.37，位于銀經11.58，銀緯-54.79，其B1900.0坐标为赤經22h 4m 5.3s，赤緯-34° -54.79′ 23″。